# Eliska Sursova
Eliska Sursova (14 de Fevereiro de 1988) é uma actriz e modelo americana.